# 久礼聡史
久礼 聡史（くれい そうし、1985年7月7日 - ）は、日本の歌手。

## 来歴
2003年頃からムーン・ザ・チャイルドに所属していた。
2006年、第18回ジュノン・スーパーボーイ・コンテストのロックボーイ部門でグランプリを受賞。
任天堂ゲームボーイアドバンス用ソフト『リズム天国』では挿入歌「Wish〜君を待てなくて〜」（作詞・作曲つんく）を歌っている。（ゲーム内のクレジットでは「田中総史」と表記されている。）
2007年、メガマソの涼平プロデュースのヴィジュアル系ユニット『ワタシメスラッグ』を結成。（ステージネームは総史。）
同年8月にアルバム「重力」でインディーズデビューした。
その後、シングルを2枚リリースしたが2008年11月28日に活動休止。2009年4月4日に解散が発表された。
2010年6月9日にヴィジュアル系バンド『少女-ロリヰタ-23区』の2代目ヴォーカリストとして加入。
任天堂Wii用ソフト『みんなのリズム天国』では再び挿入歌「悲しみのスコール」を歌っている。（作詞・作曲も同じくつんく）

## ディスコグラフィー

### シングル
- 久礼聡史

1. Wish〜君を待てなくて〜(2006/8/12)
2. My Brand-new(2007/1/27)

- ワタシメスラッグ

1. リリック(2007/12/19)
2. Fill Me With Flowers(2008/7/16)

- 少女-ロリヰタ-23区

1. WHITE BLADE(2010/12/22)
2. I`z（2011/5/11）オリコンウィークリチャート初登場48位、インディーズチャート3位
3. -Hikari-（2011/10/5）インディーズチャート初登場1位
4. Bad City（2012/2/8）オリコンウィークリーチャート55位

### アルバム
- ワタシメスラッグ

1. 重力(2007/8/22)

- 少女-ロリヰタ-23区

1. 星帯次元区域ミネルヴァ(2010/8/25)
2. WORLD end's GALAXY（2012/3/21）

- みんなのリズム天国　全曲集

　　　悲しみのスコール（2015/6/20）

### DVD
- 少女-ロリヰタ-23区

1. 真・少女首都幾何学展_2010-シン・メトロリヰタディスプレヰショウ-（2010年9月23日 ライヴ会場＋通販限定）

### オムニバス
- 少女-ロリヰタ-23区

1. CRUSH! -90's V-Rock best hit cover songs-（2011/1/26）